# Menno Knip
Menno Arie Jan Knip (Leeuwarden, 14 april 1947) is een Nederlands politicus van de VVD.

## Biografie
Na de hbs studeerde hij aan de Koninklijke Militaire Academie in Breda. Daarna werd hij beroepsofficier bij de landmacht en daarnaast studeerde hij van 1971 tot 1975 bestuursrecht aan de Rijksuniversiteit Utrecht. In 1976 werd Knip projectleider financiële instrumenten bij het Ministerie van Financiën en in 1979 maakte hij de overstap naar de Rijksplanologische Dienst (RPD) waar hij werkte als coördinator bestuurlijke zaken en als waarnemend hoofd afdeling bestuursaangelegenheden.
Begin 1984 werd Knip burgemeester van de toenmalige Overijsselse gemeente Hasselt. Vijf jaar later volgde zijn benoeming tot burgemeester van de gemeente Noordoostpolder. Knip was vanaf 1992 ook voorzitter van de Raad van Toezicht van de IJsselmeerziekenhuizen. Veel specialismen en afdelingen van het Dr.Jansenziekenhuis in Emmeloord dreigden in 2000 te worden verplaatst naar Lelystad, hetgeen lokaal tot veel commotie leidde. De vestiging in Emmeloord zou volgens Haagse beleidsmakers te klein zijn om te kunnen overleven en omdat de Raad van Toezicht het hiermee fundamenteel oneens was, is deze in 2002 onder druk van minister Bomhoff teruggetreden.
Vanaf 1998 was Knip burgemeester van Almelo. Bij een voetbalwedstrijd Heracles-PSV in september 2005 was hij de eerste burgemeester die gebruik maakte van de wettelijke mogelijkheid om preventief groepen hooligans op te pakken en te isoleren van het wedstrijdpubliek. Het gecompliceerde uitvoeringskarakter van dit instrument tegen voetbalgeweld heeft een belangrijke rol gespeeld bij de totstandkoming in 2010 van de zogenaamde Voetbalwet.
Een urenlange gijzeling op het stadhuis van Almelo van een wethouder en vier ambtenaren door een gewapende horecaondernemer heeft in juni 2008 internationaal aandacht getrokken. De gijzelnemer was het oneens met de weigering van een vergunning. De gemeenteraad zag achteraf aanleiding voor een onderzoek naar de beeldvorming van meten met twee maten. Volgens het onderzoek van de gemeenteraad bleek hier geen sprake van te zijn. De gijzelnemer is veroordeeld tot negen jaar gevangenisstraf.
Knip is in september 2009 met gebruikmaking van de VUT-regeling voor burgemeesters gestopt als burgemeester van Almelo. Hij stond voor de VVD op plaats 15 van de lijst voor de Eerste Kamer en was daarmee eerste opvolger. Na de beëdiging van het kabinet-Rutte I volgde hij op 26 oktober 2010 Uri Rosenthal op als Eerste Kamerlid. Knip zou tot 2019 Eerste Kamerlid blijven.
- Parlement.com: vhl618knzdys